# Diaphorus tetrachaetus
Diaphorus tetrachaetus är en tvåvingeart som beskrevs av Octave Parent 1933. Diaphorus tetrachaetus ingår i släktet Diaphorus och familjen styltflugor. Inga underarter finns listade i Catalogue of Life.